# Kebab con cereza

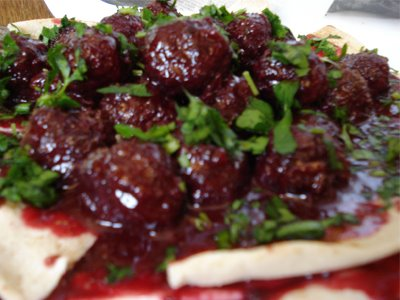
Kebab con cereza

El kebab con cereza (en árabe: كباب كرز kebāb karaz o kebāb b'il karaz) es una variante del kebab, hecha con carne de cordero y cereza picados. Otros nombres alternativos del plato son albóndigas de cereza, kebab garaz (en hebreo —véase: gastronomía judía), cherry kebab (en inglés), o fishnah kabab (en armenio —véase: gastronomía armenia).

## Origen
El kebab con cereza es un plato tradicional de Alepo, la ciudad más poblada de Siria. Este plato es muy popular entre los armenios en Siria y los judíos sirios. La cocina de Alepo pertenece a la cocina levantina que incluye más regiones como Líbano, Israel, Jordania, Palestina y parte del sur de Turquía. En la parte judía de Jerusalén es un plato muy común; fue traído por judíos alepios a fines del siglo XIX o principios del siglo XX. Allí se llama kebab dubdeban, la variación de Jerusalén se hace con zumaque, lo que lo hace más ácido.

## Cereza
A diferencia del kebab tradicional, el kebab con cereza es una preparación de tipo guiso. La receta original del plato requiere el uso de cerezas Santa Lucía (Prunus mahaleb), también llamadas «cerecinas» o «marelas», es una variedad de cereza pequeña (8–10 mm de largo), ovoide, más amarga y de color carmesí. Tiene sub-variedades como la Alepo, la Montmorency y la Morello. Debido a que es de tonos agridulces, combina perfectamente con el sabor maduro de la carne de cordero. Además, las cerezas dan un hermoso color magenta púrpura brillante al plato.